# Achada Belbel
Achada Belbel es una localidad caboverdiana del municipio de Santa Cruz.

## Geografía
La localidad está situada en la isla de Santiago.

## Organización territorial
La localidad abarca los lugares y barrios de:
- Achada Belbel
- Achada Belbel Acima
- Achada Belbel Baixo
- Barnelo Branco
- Bassora
- Casona
- Cham
- Chão Poilão
- Frada
- Girmanesa
- Godeia
- Manipo
- Monte Preto
- Monte Rabelados
- Pinga  Mel
- Ponta Manipo
- Sarrado
- Várzea Laranja